# Pseuderimerus
Pseuderimerus is een geslacht van vliesvleugeligen uit de familie Torymidae. De wetenschappelijke naam van dit geslacht is voor het eerst geldig gepubliceerd in 1919 door Gahan.

## Soorten
Het geslacht Pseuderimerus omvat de volgende soorten:
- Pseuderimerus bouceki Zerova & Seregina, 1994
- Pseuderimerus burgeri Burks, 2004
- Pseuderimerus corianderi Narendran & Mercy, 2012
- Pseuderimerus femoratus Gahan, 1933
- Pseuderimerus flavus (Nikol'skaya, 1952)
- Pseuderimerus indicus (Subba Rao & Bhatia, 1962)
- Pseuderimerus irani Zerova & Seryogina, 2008
- Pseuderimerus luteolus Zerova & Seregina, 1990
- Pseuderimerus luteus Boucek, 1954
- Pseuderimerus mayetiolae Gahan, 1919
- Pseuderimerus semiflavus Gahan, 1933